# رون غوستافسون (عداء المسافات المتوسطة)
رون غوستافسون (بالسويدية: Rune Gustafsson)‏ هو عداء مسافات متوسطة سويدي، ولد في 1 ديسمبر 1919، وتوفي في 25 يونيو 2011.